# Isoperla sordida
Isoperla sordida és una espècie d'insecte plecòpter pertanyent a la família dels perlòdids.

## Descripció
- La larva mascle fa entre 11 i 13 mm de llargària corporal.[7]

## Hàbitat
En el seu estadi immadur és aquàtic i viu a l'aigua dolça, mentre que com a adult és terrestre i volador.

## Distribució geogràfica
Es troba a Nord-amèrica: el Canadà (Alberta i la Colúmbia Britànica) i els Estats Units (Alaska, Califòrnia, Idaho, Montana, Oregon i Washington).

## Estat de conservació
Les seues principals amenaces són la tala dels boscos i les obres hidràuliques.